# 関口恵造
関口 恵造（関口 惠造。せきぐち けいぞう、1926年3月13日 - 1994年1月17日）は、日本の政治家。参議院議員（2期）。歯科医師。埼玉県歯科医師会会長。

## 経歴
1926年3月埼玉県秩父郡皆野町にて関口歯科医院を経営する関口家に生まれる。母は歯科医師。
旧制甲南高等学校、東京歯科医学専門学校（現・東京歯科大学）卒業後、歯科医師となる。家業の関口歯科医院を継ぎ院長となる。
1973年4月埼玉県歯科医師会会長に就任（死去まで）。
1980年7月第12回参議院議員通常選挙全国区に自由民主党公認、日本歯科医師会、日本歯科技工士会、日本歯科衛生士会推薦で立候補し初当選。宏池会所属。1986年7月　第14回参議院議員通常選挙比例区に立候補し、再選。
議員時代は1983年第2次中曽根内閣法務政務次官、1989年第1次海部内閣沖縄開発政務次官、1987年から1988年まで参議院社会労働委員長などを務めた。1992年7月政界引退。
1994年1月17日死去、68歳。死没日をもって勲二等瑞宝章追贈、従四位に叙される。